# Estado de Malta
El Estado de Malta (en maltés: Stat ta’ Malta), comúnmente conocida como Malta, existió entre el 21 de septiembre de 1964 y el 13 de diciembre de 1974. Es el predecesor de la actual República de Malta.
La Colonia de la Corona de Malta se independizó gracias a la Ley de Independencia de Malta de 1964 aprobada por el Parlamento británico . Según la nueva Constitución de Malta, aprobada en referéndum celebrado en mayo de ese año, la reina Isabel II se convirtió en la reina de Malta . Sus funciones constitucionales fueron delegadas al gobernador general de Malta . Entre 1964 y 1974, Isabel II visitó Malta una vez, en noviembre de 1967.

## Gobernadores generales
Los siguientes gobernadores generales ocuparon cargos en Malta entre 1964 y 1974:
1. Sr Maurice Henry Dorman (21 de septiembre de 1964 – 4 de julio de 1971)
2. Sr Anthony Mamo (4 de julio de 1971 - 13 de diciembre de 1974)

## Primeros ministros
Durante este período ocuparon el cargo de primer ministro (y jefe de gobierno ) del Estado de Malta:
1. Giorgio Borġ Olivier (21 de septiembre de 1964 - 21 de junio de 1971)
2. Dom Mintoff (21 de junio de 1971 - 22 de diciembre de 1984)

## Transición a la república
El 13 de diciembre de 1974, tras las modificaciones a la Constitución realizadas por el gobierno laborista de Dom Mintoff, se abolió la monarquía y Malta se convirtió en una república dentro de la Commonwealth con la función de jefe de Estado en manos de un presidente designado por el Parlamento . El último gobernador general, Sir Anthony Mamo, fue nombrado primer presidente de Malta.